# Trichonta patens
Trichonta patens är en tvåvingeart som beskrevs av Oskar Augustus Johannsen 1912. Trichonta patens ingår i släktet Trichonta och familjen svampmyggor. Enligt den finländska rödlistan är arten otillräckligt studerad i Finland. Arten har ej påträffats i Sverige. Inga underarter finns listade i Catalogue of Life.